# 帕頓鎮區 (伊利諾伊州福德縣)
帕頓鎮區（英語：Patton Township）是位於美國伊利諾伊州福特縣的一個行政鎮區。

## 地方資料
根據2010年美國人口普查的數據，帕頓鎮區的面積為158.90平方千米，當中陸地面積為158.70平方千米，而水域面積為0.20平方千米。當地共有人口5132人，而人口密度為每平方千米32.3人。